# Михайлівська сільська рада (Машівський район)
Михайлівська сільська рада — колишній орган місцевого самоврядування у Машівському районі Полтавської області з центром у c. Михайлівка.

## Населені пункти
Сільраді були підпорядковані населені пункти:
- c. Михайлівка
- с. Жирківка
- с. Любимівка
- с. Первомайське